# Lordiphosa nigrostyla
Lordiphosa nigrostyla är en tvåvingeart som först beskrevs av Toyohi Okada 1988.  Lordiphosa nigrostyla ingår i släktet Lordiphosa och familjen daggflugor.
Artens utbredningsområde är Sri Lanka. Inga underarter finns listade i Catalogue of Life.